# Ftalat

Estructura química general dels ftalats. R y R' = C_{n}H_{2n+1}; n = 4-15.

Els ftalats o èsters de ftalat són un grup de compostos químics principalment emprats com plastificadors (substàncies afegides als plàstics per a incrementar la seua flexibilitat). Un dels seus usos més comuns és la conversió del clorur de polivinil (PVC) d'un plàstic dur a un altre flexible.
Els èsters del ftalat són els èsters dialquílics o arílics de l'àcid 1,2-bencenodicarboxílic; el nom ftalat deriva de la nomenclatura tradicional d'àcid ftàlic. Quan s'afig als plàstics, els ftalats permeten a les molècules llargues de polivinil lliscar unes sobre altres. Els ftalats presenten una baixa solubilitat en aigua i alta en olis, així com una baixa volatilitat. El grup carboxil polar a penes contribuïx a les propietats físiques dels ftalats, excepte quan els radicals R i R' són molt xicotets (com ara grups etil i metil). Són líquids incolors i inodors produïts per reacció de l'anhídrid ftàlic amb un alcohol apropiat (normalment alcohols d'entre 6 i 13 carbonis).
Fins a 2004, els fabricants van produir unes 400.000 tones de ftalats a l'any. Es van començar a produir en els anys 1920, i en grans quantitats des dels 50, amb el naixement del PVC. Els ftalats més emprats són el DEHP (di(2-etilhexil) ftalat), el DIDP (diisodecilftalat) i el DINP (diisononilftalat). El DEHP és el plastificador més usat amb el PVC a causa del seu baix cost. El BBzP (bencilbutilftalat) s'usa en la fabricació de material per a sòls basat en PVC. Els ftalatos amb radicals R i R' xicotets són usats com a dissolvents en perfumeria i pesticides.
Els ftalats s'usen també ben sovint en els esmalts d'ungles, adhesius, massilles, pigments de pintura, joguets de xiquets i en la majoria dels joguets sexuals.
En este ultime cas, el percentatge de ftalats usat en joguets sexuals va des del 40% fins al 80% del pes total del producte, la qual cosa és molt major que en qualsevol altre producte que incloga ftalats. Ja que els fabricants han d'aconseguir que els seus productes siguen el més suaus possibles, no sols agreguen nivells de ftalats majors als permesos per a fabricar joguets de xiquets, sinó que a més addicionen una major quantitat d'estabilitzadors de zinc, plom, estany, bari o cadmi (metalls pesants i tòxics). No conformes d'augmentar la dosi de ftalats en l'afany d'aconseguir més utilitats agreguen a la seua fórmula materials tòxics com ara: querosé, aiguarràs, oli automotriu, Biodièsel o oli de pollastre, creant així un còctel letal per a la salut humana, ja que estos joguets són usats internament.
Els joguets de xiquets contenen d'entre 20% a 50% de ftalats del pes total del producte, i eixes proporcions van ser prou perquè molts països prohibiren la fabricació i comercialització, per considerar-se com un risc per a la salut.

## Efectes
En els estudis dels rosegadors exposats a certs ftalats, les dosis altes s'ha demostrat que canvia els nivells hormonals i causar defectes de naixement. Un recent estudi britànic va mostrar que l'ftalat de di(n-butil) (DBP) o el seu metabòlit ftalat de monobutyl' (MBP) suprimeixen l'esteroidogènesi per cèl·lules de Leydig de tipus fetal, tant en primats com en rosegadors, i, poden arribar a fer variar la distància anogenital dels nadons.

## Taula dels ftalats més comuns
| Nom                     | Acrònim   | Fórmula estructural            | Nombre CAS |
| ----------------------- | --------- | ------------------------------ | ---------- |
| Dimetil ftalat          | DMP       | C₆H₄(COOCH₃)₂                  | 131-11-3   |
| Dietil ftalat           | DEP       | C₆H₄(COOC₂H₅)₂                 | 84-66-2    |
| Diallil ftalat          | DAP       | C₆H₄(COOCH₂CH=CH₂)₂            | 131-17-9   |
| Di-n-propil ftalat      | DPP       | C₆H₄[COO(CH₂)₂CH₃]₂            | 131-16-8   |
| Di-n-butil ftalat       | DBP       | C₆H₄[COO(CH₂)₃CH₃]₂            | 84-74-2    |
| Diisobutil ftalat       | DIBP      | C₆H₄[COOCH₂CH(CH₃)₂]₂          | 84-69-5    |
| Butil ciclohexil ftalat | BCP       | CH₃(CH₂)₃OOCC₆H₄COOC₆H11       | 84-64-0    |
| Di-n-pentil ftalat      | DNPP      | C₆H₄[COO(CH₂)₄CH₃]₂            | 131-18-0   |
| Diciclohexil ftalat     | DCP       | C₆H₄[COOC₆H11]₂                | 84-61-7    |
| Butil benzil ftalat     | BBP       | CH₃(CH₂)₃OOCC₆H₄COOCH₂C₆H₅     | 85-68-7    |
| Di-n-hexil ftalat       | DNHP      | C₆H₄[COO(CH₂)₅CH₃]₂            | 84-75-3    |
| Diisohexil ftalat       | DIHxP     | C₆H₄[COO(CH₂)₃CH(CH₃)₂]₂       | 146-50-9   |
| Diisoheptil ftalat      | DIHpP     | C₆H₄[COO(CH₂)₄CH(CH₃)₂]₂       | 41451-28-9 |
| Butil decil ftalat      | BDP       | CH₃(CH₂)₃OOCC₆H₄COO(CH₂)9CH₃   | 89-19-0    |
| Di(2-etilhexil) ftalat  | DEHP, DOP | C₆H₄[COOCH₂CH(C₂H₅)(CH₂)₃CH₃]₂ | 117-81-7   |
| Di(n-octil) ftalat      | DNOP      | C₆H₄[COO(CH₂)₇CH₃]₂            | 117-84-0   |
| Diisooctil ftalat       | DIOP      | C₆H₄[COO(CH₂)₅CH(CH₃)₂]₂       | 27554-26-3 |
| n-Octil n-decil ftalat  | ODP       | CH₃(CH₂)₇OOCC₆H₄COO(CH₂)9CH₃   | 119-07-3   |
| Diisononil ftalat       | DINP      | C₆H₄[COO(CH₂)₆CH(CH₃)₂]₂       | 28553-12-0 |
| Diisodecil ftalat       | DIDP      | C₆H₄[COO(CH₂)₇CH(CH₃)₂]₂       | 26761-40-0 |
| Diundecil ftalat        | DUP       | C₆H₄[COO(CH₂)10CH₃]₂           | 3648-20-2  |
| Diisoundecil ftalat     | DIUP      | C₆H₄[COO(CH₂)₈CH(CH₃)₂]₂       | 85507-79-5 |
| Ditridecil ftalat       | DTDP      | C₆H₄[COO(CH₂)₁₂CH₃]₂           | 119-06-2   |
| Diisotridecil ftalat    | DIUP      | C₆H₄[COO(CH₂)10CH(CH₃)₂]₂      | 68515-47-9 |